# Big Rip
El big rip, gran esquinç o teoria de la gran extensió és una hipòtesi cosmològica sobre el destí final de l'univers, segons la qual, tota la matèria que compon l'univers, des dels estels i les galàxies fins als àtoms i les partícules subatòmiques, s'està separant progressivament a causa de l'expansió de l'univers i aquest procés es prolongarà indefinidament en el futur. En teoria, el factor d'escala de l'univers esdevé infinit en un temps finit en el futur.
La hipòtesi està essencialment basada en el tipus de l'energia fosca que hi ha a l'Univers. El valor clau és l'equació d'estat w, la proporció entre la pressió de l'energia fosca i la seva densitat energètica. Si w < 1, l'univers acabarà sent estripat. Aquesta energia rep el nom d'energia fantasma, una forma més extrema de quintaessència.
En un univers dominat per l'energia fantasma, el "teixit" de l'univers s'expandeix a un ritme cada vegada més alt. Nogensmenys, això implica que la mida de l'univers observable es redueix constantment; la distància a la vora de l'univers observable, que s'allunya a la velocitat de la llum de qualsevol punt es redueix més i més. Quan la mida de l'univers observable esdevé més petita que qualsevol estructura particular, ja no pot haver-hi interacció entre les parts més llunyanes de l'estructura, ni gravitacional ni electromagnètica (ni qualsevol de les forces nuclears), i l'estructura serà estripada.
Al principi, les galàxies quedarien separades l'una de l'altra. De fet, això està passant en aquests moments, amb galàxies que surten de l'univers observable (a uns 465.000 milions d'anys llum). Uns 60 milions d'anys abans de la fi, la gravetat seria massa feble per mantenir juntes la Via Làctia o altres galàxies individuals. Uns tres mesos abans del final, el sistema solar quedarà gravitacionalment lliure. Als últims minuts, els estels i els planetes s'estriparan, i un moment abans de la fi, els àtoms quedaran destruïts.
Els autors d'aquesta hipòtesi estimen que la fi de l'Univers com el coneixem tindrà lloc d'aquí a uns 50 000 milions d'anys.

## En religions monoteistes
En les religions monoteistes, és a dir, el cristianisme i l'islam, aquesta noció d'esquinçament coincidiria amb la fi del món o l'Apocalipsi.
Citat a l'Alcorà:
"Quan el cel es trenca, i les estrelles s'escampen, i els mars confonen les seves aigües, i els sepulcres s'enfonsen"
Sura Al-Infitar

Tingueu en compte que la paraula Al-Infitar en àrab significa ruptura o esquinçament
Aquí teniu una altra traducció dels primers versos

Quan el cel es trenca,
que les estrelles es dispersen,
Que els mars es desbordaran
I que els sepulcres seran capgirats,